# Alchemilla monandria
Alchemilla monandria é uma espécie de rosácea do gênero Alchemilla, pertencente à família Rosaceae.